# My Life II... The Journey Continues (Act 1)
Albums de Mary J. Blige
Stronger with Each Tear
(2009) A Mary Christmas
(2013)
Singles
1. Someone to Love Me (Naked)
Sortie : 29 mars 2011
2. 25/8
Sortie : 1er septembre 2011
3. Mr. Wrong
Sortie : 28 octobre 2011
4. Why
Sortie : 10 avril 2012
5. Don't Mind
Sortie : 19 juin 2012

My Life II... The Journey Continues (Act 1) est le dixième album studio de Mary J. Blige, sorti le 21 novembre 2011.
Sur cet opus, la chanteuse s'est entourée de grands producteurs comme Rodney Jerkins, Tricky Stewart, The Underdogs, Danja, Sean Garrett, Eric Hudson ou encore Rico Love.
L'album s'est classé 2e au Top R&B/Hip-Hop Albums, 5e au Billboard 200 et 7e au Top Digital Albums, avec plus de 760 000 exemplaires vendus aux États-Unis, en faisant l'album de RnB le plus vendu en 2012. Il a été certifié disque d'or par la Recording Industry Association of America (RIAA) le 9 mars 2002.

## Liste des titres
| No  | Titre                                 | Auteur | Contient un (des) sample(s) de               | Durée |
| --- | ------------------------------------- | --- | -------------------------------------------- | ----- |
| 1.  | Intro                                 | Mary J. Blige, Jerry Duplessis, Kendu Isaac, Arden Altino, Sean Combs |                                              | 1:16  |
| 2.  | Feel Inside (featuring Nas)           | Blige, Andrea Martin, Duplessis, Altino, Nasir Jones, Dennis Coles, Robert Diggs, Gary Grice, Lamont Hawkins, Darryl Hill, Jason Hunter, Russell Jones, Clifford Smith, Elgin Turner, Corey Woods | Triumph du Wu-Tang Clan featuring Cappadonna | 5:07  |
| 3.  | Midnight Drive (featuring Brook Lynn) | Richard Butler, Jr., Pierre Medor |                                              | 4:12  |
| 4.  | Next Level (featuring Busta Rhymes)   | Blige, Butler, Trevor Smith, Jr., N. Hills |                                              | 4:13  |
| 5.  | Ain't Nobody                          | David « Hawk » Wolinski |                                              | 4:03  |
| 6.  | 25/8                                  | Blige, Crystal Johnson, Eric Hudson, Kenneth Gamble, Leon Huff, Al Sherrod Lambert | Now That We Found Love du B.T. Express       | 3:55  |
| 7.  | Don't Mind                            | Blige, Priscilla Renea, Duplessis |                                              | 3:57  |
| 8.  | No Condition                          | Blige, Kevin Cossom, M. Aracia, Hills |                                              | 4:27  |
| 9.  | Mr. Wrong (featuring Drake)           | James Scheffer, Aubrey Graham, Butler, Daniel Morris, Gamble, Huff, C. Gilbert | Me and Mrs. Jones de Billy Paul              | 4:01  |
| 10. | Why (featuring Rick Ross)             | Blige, Dave Young, Hudson, William Roberts II |                                              | 4:21  |
| 11. | Love a Woman (featuring Beyoncé)      | Blige, Sean Garrett, Beyoncé Knowles, Menardini Timothee |                                              | 4:31  |
| 12. | Empty Prayers                         | Blige, Christopher Stewart, Johnson, Kenneth Coby |                                              | 3:15  |
| 13. | Need Someone                          | Matt Morris |                                              | 3:55  |
| 14. | The Living Proof                      | Blige, Thomas Newman, Harvey Mason, Damon Thomas |                                              | 5:55  |

| 15. | Irreversible                                              | Harmony Samuels, Courtney Harrell, Donnell Shawn, Bryan Clark, Blige                             | 3:53 |
| 16. | Miss Me With That                                         | Thomas Newman, Harvey Mason, Damon Thomas, Blige, Durrell Babbs                                  | 4:00 |
| 17. | Someone to Love Me (Naked) (featuring Lil Wayne et Diddy) | Blige, Duplessis, Combs, Leroy Watson, Betty Crutcher, David Poter, Tony Williams, Dwayne Carter | 3:32 |

| 15. | You Want This                                             | Blige, Mason, Thomas, Eric Dawkins, Dewain Whitmore, Jr., Joi Campbell, Adonis Shropshire, Kevin Randolph | 4:14 |
| 16. | This Love Is for You                                      | Blige, Ester Dean, Stewart                                                                                | 3:46 |
| 17. | One Life                                                  | Blige, Dean, Mikkel S. Eriksen, Tor Erik Hermansen, Calvin Harris                                         | 3:43 |
| 18. | Someone to Love Me (Naked) (featuring Lil Wayne et Diddy) | Blige, Duplessis, Combs, Leroy Watson, Betty Crutcher, David Poter, Tony Williams, Dwayne Carter          | 3:32 |

| 18. | Get It Right (featuring Taraji P. Henson) | Blige, Crystal Johnson, Ronnie Jackson | 4:08 |